# 1660-talet

## Händelser
- 1664 - Den holländska kolonin New Amsterdam överlåts åt England och byter namn till New York.
- 1666
  - Englands huvudstad London härjas av en stor brand.
  - Lunds universitet grundas. Undervisningen börjar 1668.

## Födda
- 1661 - Christopher Polhem, svensk uppfinnare.

## Avlidna
- 1660 - Karl X Gustav, Sveriges konung, efterträds av Karl XI.